# Saah
Saah är ett arrondissement i kommunen Gogounou i Benin. Den hade 5 362 invånare år 2002.